# Rhododendron ultimum
Rhododendron ultimum är en ljungväxtart som beskrevs av Wernh. Rhododendron ultimum ingår i släktet rododendron, och familjen ljungväxter. Inga underarter finns listade i Catalogue of Life.